# Vega de Santa María
Vega de Santa María ist ein Ort und eine zentralspanische Gemeinde (municipio) mit 86 Einwohnern (Stand: 2024) in der Provinz Ávila in der Autonomen Region Kastilien-León. 

## Lage
Vega de Santa María befindet sich in den nördlichen Ausläufern der Sierra de Gredos gut 18 Kilometer nordnordöstlich von Ávila in einer Höhe von 940 m. Das Klima im Winter ist kühl, im Sommer dagegen trotz der Höhenlage durchaus warm; der Regen (532 mm/Jahr) fällt – mit Ausnahme der nahezu regenlosen Sommermonate – verteilt übers ganze Jahr.

## Bevölkerungsentwicklung
| Jahr      | 1970 | 1981 | 1991 | 2001 | 2011 | 2021 |
| Einwohner | 237  | 161  | 142  | 134  | 91   | 72   |

## Sehenswürdigkeiten

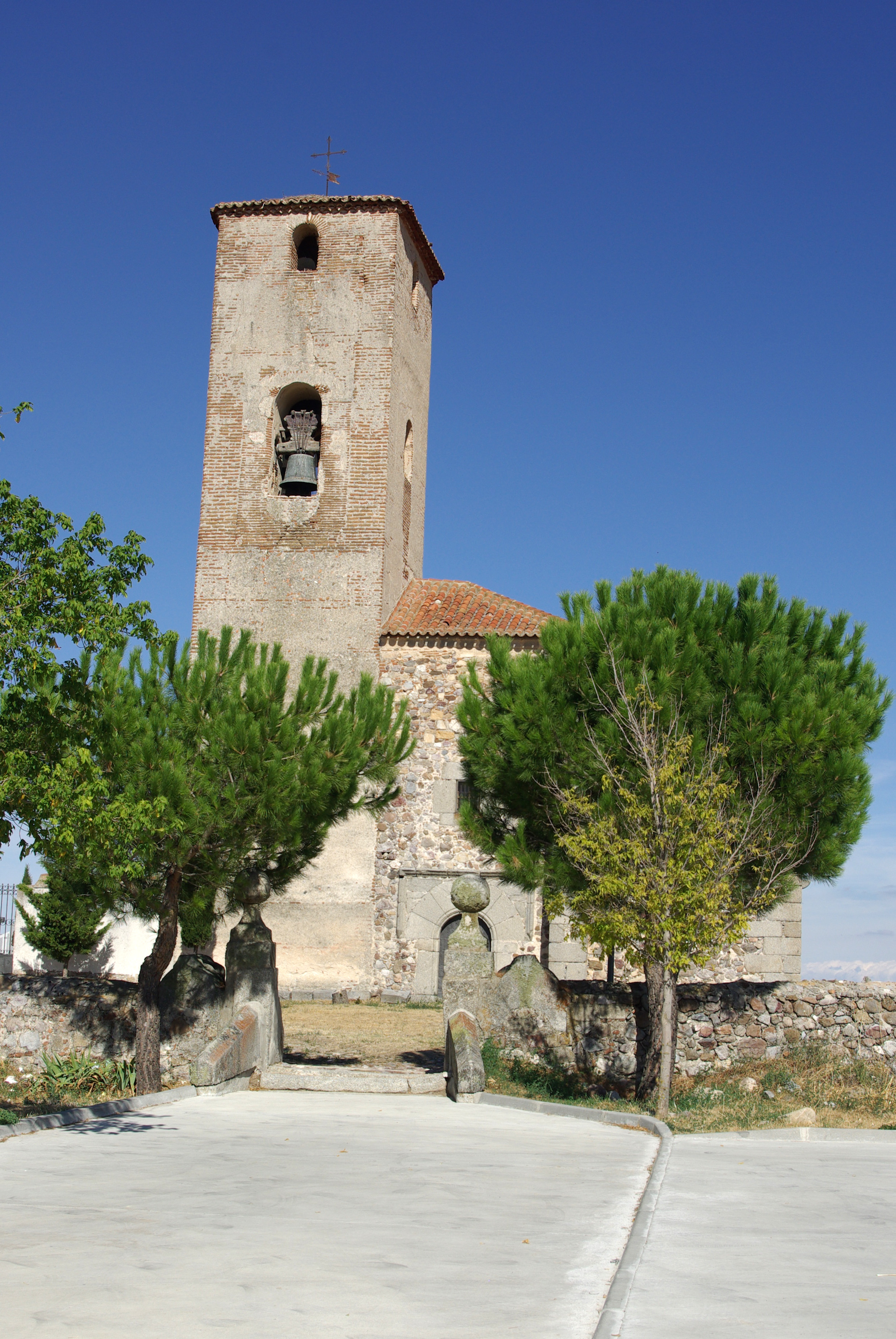
Kirche Mariä Himmelfahrt

- Kirche Mariä Himmelfahrt